# Encyclopedia of Mathematics

수학백과사전(Encyclopedia of Mathematics, EOM)은  수학 분야에서 신뢰받는 거대한 참고 자료이다. 책자 형태와 CD-ROM 형태로 제공되고 있으며, 현재는 온라인 버전도 제공되고 있다.
2002년 버전에는 대학 수준의 수학 영역 대부분을 다루는 8,000개 이상의 항목이 포함되어 있으며 프리젠테이션은 기술적인 면이 포함되어 있다. 수학백과사전은 Michiel Hazewinkel에 의해 편집되었으며 네덜란드의 클루베르(Kluwer)가 슈프링어 출판사의 일부가 된 2003년까지 클루베르 학술 출판(Kluwer Academic Publishers)에서 출판되었다. CD-ROM에는 애니메이션과 3차원 객체가 포함되어 있다.
수학백과사전(EOM)은 이반 메트베비치 비노그라도프(Ivan Matveevich Vinogradov)가 편집한 소비에트 수학 대백과(Soviet Matematicheskaya entsiklopediya, 1977)로 번역되었으며, 수천 개의 기사를 추가하는 규모 있는 3 개의 영역으로 확장되었다.
2011년 11월 29일부터 수학백과사전의 정적 버전을 온라인에서 자유롭게 탐색 할 수 있다. 이 URL은 이제 EOM의 새로운 위키 버전으로 리다이렉션됐다. 이 새로운 위키는 스프링거(Springer)와 유럽수학학회(European Mathematical Society) 간의 협력의 산물이다. 이 새 버전의 백과사전에는 이전 온라인 버전의 전체 내용이 포함되어 있지만 이제는 모든 항목을 공개적으로 업데이트하여 수학의 최신 발전 사항을 포함할 수 있게 되었다. 모든 항목은 유럽 수학 학회(European Mathematical Society)에서 선정한 편집 위원에 의해 내용의 정확성에 대해 모니터링 받고 있다.

## 같이 보기
- 매스월드
- 플래닛매스
- arxiv.org